# Twisted Metal: Head-On
Twisted Metal: Head-On è cronologicamente il settimo episodio dell'omonima serie di combattimenti tra veicoli, ed è stato sviluppato e pubblicato internamente dalla Incognito Entertainment per PlayStation Portable e dalla Eat Sleep Play per PlayStation 2, e messo in commercio nel 2005 e nel 2008 rispettivamente; Santa Monica Studio ha assistito allo sviluppo di entrambe le versioni. Rappresenta il secondo seguito di Twisted Metal 2, ignorando gli eventi di III e 4. Oltre a essere l'unico della serie a uscire nelle console portatili, è anche il primo a contenere caratteristiche completamente online.
Al contrario della versione PSP, la versione PS2, chiamata Extra Twisted Edition, è disponibile solo nel Nord America, ma aggiunge nuove caratteristiche.

## Modalità di gioco
Come gli altri titoli della serie, Head-On mantiene la premessa del malvagio Calypso che indice un torneo in stile demolition derby; il vincitore avrà il diritto di esprimere qualsiasi desiderio.
Il livello iniziale è il Big Blue Stadium, e si passa per Los Angeles, Parigi, le rovine romane, Egitto, Russia, Grecia, Principato di Monaco e le strade e i grattacieli di Tokyo (che sono due livelli separati), più la Transilvania per la versione PS2. Ogni livello (a patto che si giochi nella modalità Torneo) possiede un teletrasporto rosa nascosto in un'area segreta, il quale conduce a un minigioco speciale. Finendo il minigioco entro un certo tempo limite, si ottiene una vita extra o si sblocca un nuovo personaggio o la versione Death Match del livello.

## Personaggi
In verde sono segnati i concorrenti disponibili all'inizio, in giallo quelli sbloccabili e in rosso i boss, anche loro sbloccabili.
| Veicolo | Veicolo      | Personaggio           | Descrizione |
| ------- | ------------ | --------------------- | --- |
|         | Roadkill     | Marcus Kane           | Entra ancora una volta nel torneo per liberarsi una volta per tutte dal suo "incubo", in quanto ritiene che il Twisted Metal in realtà non esista. |
|         | Shadow       | Mortimer Scharf       | Ritornato dai morti a seguito di un tentato vandalismo per mano di alcuni ragazzacci, Mortimer Scharf entra nel torneo per riprendersi il suo riposo ultraterreno. |
|         | Mr. Grimm    | Mr. Grimm             | Un umano diventato il Cupo Mietitore in persona, entra nel torneo nella speranza di passare la fiaccola a un altro individuo. |
|         | Sweet Tooth  | Needles Kane          | Torna a giocare nel torneo per prendere il posto di Calypso come signore del Twisted Metal. |
|         | Thumper      | Angel                 | Una ragazza francese viziatissima, Angel intende rendere la sua macchina più grande, potente e rumorosa. |
|         | Spectre      | Chuckie Floop         | Entra nel torneo dopo aver vinto una macchina e un invito da un concorso di una stazione radio, ma saprà il suo desiderio soltanto nel suo epilogo. |
|         | Twister      | Miranda Watts         | Sorella di Amanda, personaggio apparso in TM2 e scomparsa dopo aver vinto il torneo, si è messa alla sua ricerca, e per farlo è disposta a disputare il Twisted Metal. |
|         | Outlaw       | Carl e Jamie Roberts  | I fratelli Carl e Jamie Roberts (che hanno guidato la loro volante della polizia rispettivamente in TM1 e TM2) giocano il Twisted Metal per porre fine al torneo una volta per tutte. |
|         | Grasshopper  | Krista Sparks         | Dopo la sua morte avvenuta nel primo gioco, la figlia di Calypso è ora uno spirito da lui evocato, ed entra nel torneo per poter tornare a tutti gli effetti in vita. |
|         | Warthog      | Col. Hall             | Stufo del male che imperversa nel mondo, in particolare i signori della droga, Hall entra nel torneo per ottenere l'arma perfetta per estirpare tale piaga. |
|         | Axel         | Axel                  | Dopo gli eventi di TM2, Axel ha assunto il dottor Zemu per farsi montare delle braccia meccaniche, a patto che, una volta vinto il torneo, dia allo scienziato la possibilità di esprimere il desiderio. |
|         | Mr. Slam     | Simon Whittlebone     | Caduto dalla sua torre (la Whittlebone Tower) in TM2, Simon Whittlebone ha maledetto il suo edificio, e desidera ritornare in vita per poter concludere il suo progetto. |
|         | Crimson Fury | Agente Shepard        | Questo agente dell'FBI è l'unico a non esprimere alcun desiderio nel finale, in quanto intende semplicemente arrestare Calypso e porre fine al torneo. |
|         | Hammerhead   | Catfish               | Catfish entra nel torneo in quanto considera le cacce all'uomo uno sport. |
|         | ATV          | Gene Ruttish          | Fa parte della carovana di Cugino Eddy ed è il sub-boss. Nonostante il suo aspetto non perfetto, entra nel torneo per poter attrarre tutte le donne che vuole. |
|         | Cousin Eddy  | Cousin Eddy           | Mid-boss. In quanto risultato di cugini che si sposano tra loro, è un bifolco dall'aspetto orribile e col cervello di un bambino di tre anni; divenuto il bambino più forte dei dintorni all'età di 10 anni, Eddy ama spaccare tutto e raccogliere cose luccicanti. È a capo di una carovana piena di "cugini", così chiama i piloti al suo seguito, e guida un camper malandato che spara missili invece che una mitragliatrice. È sbloccabile dopo averlo sconfitto a Los Angeles. |
|         | Dark Tooth   | Needles e Marcus Kane | Penultimo boss, è un enorme camion dei gelati sei volte più grande di Sweet Tooth, e fa il suo ritorno da TM2. Fu scoperto da Marcus, col suo alter ego Needles, mentre cercava di fuggire. Lo si sblocca completando il gioco con qualsiasi personaggio e a qualsiasi difficoltà, ma non è giocabile online, e se lo si seleziona come avversario ha le stesse dimensioni dello Sweet Tooth normale.                                                                                |
|         | Tower Tooth  | Needles e Marcus Kane | Consiste in una torre semovibile con la testa da clown, e attacca usando un lanciafiamme e lanciando tempeste di fulmini. Lo si sblocca finendo il gioco con cinque personaggi. È giocabile solo nella modalità Sfida, che avvia automaticamente solo il Death Match nelle Rovine romane, il tutto a causa delle dimensioni enormi. |

## Doppiaggio
| Personaggio       | Voce originale    | Voce italiana     |
| ----------------- | ----------------- | ----------------- |
| Calypso           | David Boat        | Natale Ciravolo   |
| Marcus Kane       | Fred Tatasciore   |                   |
| Mortimer Scharf   | Joel McCrary      | Tony Fuochi       |
| Mr. Grimm         | David Boat        | Marco Balzarotti  |
| Needles Kane      | Fred Tatasciore   |                   |
| Angel             | Kim Mai Guest     |                   |
| Chuckie Floop     | Dave Wittenberg   | Luca Sandri       |
| Carl Roberts      | Quinton Flynn     |                   |
| Jamie Roberts     | ?                 |                   |
| Miranda Watts     | Nika Futterman    |                   |
| Krista Sparks     | Tara Strong       |                   |
| Colonnello Hall   | Brett Pels        | Marco Balzarotti  |
| Axel              | Scott MacDonald   |                   |
| Dottor Zemu       | ?                 |                   |
| Simon Whittlebone | Peter Lurie       | Oliviero Corbetta |
| Agente Shepard    | Peter Lurie       | Lorenzo Scattorin |
| Catfish           | Quinton Flynn     |                   |
| Gene Rutterfish   | Testo della cella |                   |
| Cugino Eddy       | Testo della cella |                   |

## Extra Twisted Edition
La versione per PS2, chiamata Extra Twisted Edition e presente solo nel Nord America, è stata sviluppata da Eat Sleep Play. Tra le nuove caratteristiche troviamo gli epiloghi in live action del primo gioco quando era ancora in fase beta, una serie di schizzi, un codice per scaricare quasi tutta la colonna sonora della serie (tranne TMIII e TM4), una versione di Twisted Metal: Lost (nuovo nome di Twisted Metal: Harbor City, sequel cancellato di Black) e Sweet Tour, un platform in 3D che faceva parte del suddetto Harbor City. Questa versione include anche nuovi personaggi e un nuovo livello, Transilvania.